# وادوولیویتیا
وادوولیویتیا (به لاتین: Waduweliwitiya) یک منطقهٔ مسکونی در سری‌لانکا است که در استان جنوبی (سری‌لانکا) واقع شده‌است.